# 頭城鎮十三行
「十三行」為清代對行郊之簡稱，頭城鎮十三行建於嘉慶年間，當時為十三連棟街屋建築，目前僅存兩戶，其餘皆已改建。2004年11月24日公告為台灣宜蘭縣縣定古蹟。
歷史背景

## 引用資料
1. ↑  . 文化部文化資產局. （原始内容存档于2019-01-22）.